# Blues elétrico
O blues elétrico é um tipo de blues distinguida pelo uso da amplificação, guitarra elétrica, baixo, bateria e, frequentemente, Harmônica. Iniciado na década de 1930, ele emergiu como um gênero propriamente dito em Chicago na década seguinte. Foi desenvolvido em muitas áreas dos Estados Unidos liderado pelo crescimento de sub-gêneros regionais tais como o Memphis blues e o Texas blues. Ele foi adotado pelo "boom" do blues britânico, na década de 1960, influenciando também o posterior blues-rock, a fundação do rock. O blues elétrico continuou a ser o maior estilo de blues e tem vivido uma nova onda de popularidade desde o anos 1990.

## Origens
O blues, como o jazz, provavelmente começou a se amplificado no final dos anos 1930. A primeira estrela do blues elétrico é geralmente reconhecida como sendo T-Bone Walker, nascido no Texas, mas que se mudou para Los Angeles a fim de gravar, no início dos anos 1940; ele combinou o blues com elementos do R&B e jazz em uma longa e fértil carreira. Depois da Segunda Guerra Mundial, o blues amplificado tornou-se popular em cidades americanas que viram muito difundida a migração de afro-americanos, tais como Chicago, Memphis, Detroit e St. Louis. O impulso inicial seria ouvido além do barulho das rent parties. Tocando em pequenos locais, as bandas de blues tendiam a permanecer modestas em comparação às grandes bandas de jazz; isto deu o padrão para grupos de blues e, depois, de rock. Nos seus estágios iniciais, o blues elétrico tipicamente utilizava guitarras elétrica com amplificadores, contrabaixos (que progressivamente foram sendo substituídos pelo baixo elétrico, bateria e gaita de boca tocada através de um microfone. Pelo final da década de 1940, alguns artistas baseados em Chicago começaram a usar amplificadores, incluindo John Lee Williamson e Johnny Shines. As primeiras gravações do novo estilo foram feitas em 1947 e 1948 por músicos como Johnny Young, Floyd Jones, e  Snooky Pryor. O formato foi aperfeiçoado por Muddy Waters, que utilizou vários pequenos grupos que davam um forte ritmo e uma poderosa gaita de boca. A sua "I Can't Be Satisfied" (1948) foi seguida por séries de gravações inovadoras. O Chicago blues é bastante influenciado pelo estilo Mississippi blues, porque muitos artistas migraram da região do Mississippi para a cidade. Howlin' Wolf, Muddy Waters, Willie Dixon, e  Jimmy Reed nasceram todos no Mississipi e mudaram-se para Chicago durante a Grande Migração Afro-americana. Juntamente com a guitarra elétrica, a gaita de boca e a bateria, alguns músicos como J. T. Brown, que tocou nas bandas de Elmore James, ou J. B. Lenoir's também usavam saxofones, como um instrumento de suporte. Little Walter, Sonny Boy Williamson (Rice Miller) e Big Walter Horton foram os mais conhecidos tocadores de gaita (chamada "harp" pelos músicos de blues) da nascente cena do Chicago Blues. O som da guitarra elétrica e da harmônica são frequentemente vistos como característica do Chicago blues elétrico. Muddy Waters e Elmore James foram conhecidos pelas suas inovadoras técnicas de slide guitar. Howlin' Wolf e Muddy Waters ficaram famosos pelas suas "profundas" e graves vozes. O baixista e compositor Willie Dixon teve um papel chave na cena do Chicago blues. Ele compôs e escreveu muitos padrões de blues (standard blues), tais como "Hoochie Coochie Man", "I Just Want to Make Love to You" (ambos escritos para Muddy Waters) e, "Wang Dang Doodle" e "Back Door Man" para Howlin' Wolf. Muitos aristias do estilo Chicago blues gravaram na Chess Records e na Checker Records, mas havia também pequenos selos, como Vee-Jay Records e J.O.B. Records.
No final da década de 1950, o estilo de West Side emergiu em Chicago com grandes figuras, incluindo Magic Sam, Magic Slim e Otis Rush. Clubes do West side eram mais acessíveis às audiências de brancos, mas os músicos eram, principalmente, negros ou mestiços. O West side blues incorporou elementos do blues-rock, mas com uma grande ênfase em standards e nas formas de blues tradicionais. Albert King, Buddy Guy e Luther Allison tiveram um estilo West Side dominado pela guitarra principal elétrica e amplificada.

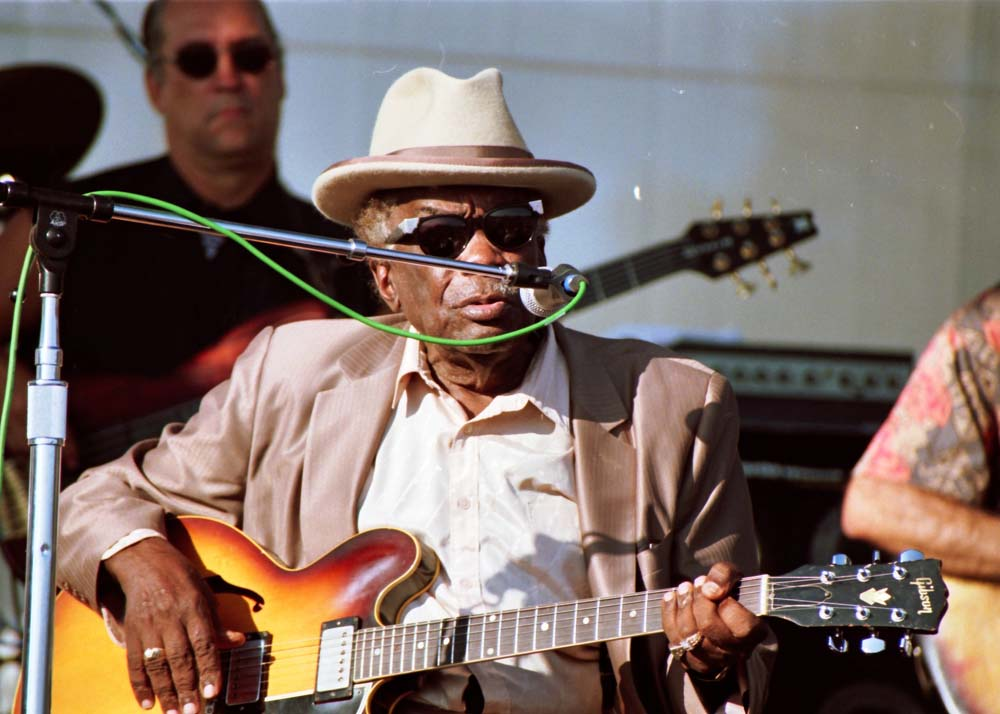
John Lee Hooker criou o seu próprio estilo de blues e o renovou algumas vezes durante a sua carreira.

Memphis, com sua próspera cena de blues acústica baseada em Beale Street, também desenvolveu um blues elétrico durante o início dos anos 1950. A Sun Records, gravadora de Sam Phillips, registrou músicos como Howlin' Wolf (antes de ele ir para Chicago) Willie Nix, Ike Turner e B.B.King. Esses artistas tiveram uma forte influência em outros músicos nesses estilos, notavelmente os primeiros rock & rollers e rockabillies, muitos dos quais também gravaram para a Sun Records. Depois de Phillips descobrir Elvis Presley, em 1954, o selo da Sun voltou-se rapidamente para o público branco em expansão e começou a gravar principalmente rock 'n' roll.
John Lee Hooker, baseado em Detroit, tinha uma única marca de blues elétrico baseada na sua profunda e rouca voz acompanhada por uma única guitarra elétrica. Apesar de não ter sido diretamente influenciado pelo boogie woogie, o seu estilo "groovy" é algumas chamado de "guitar boogie". O seu primeiro hit, "Boogie Chillen", alcançou o número um na listas de R&B em 1949. Ele continuou a tocar e gravar até o seu falecimento, em 2001. Nos anos 1950, o blues teve uma enorme influência no mainstream da música popular americana. Enquanto músicos populares como Bo Diddley e Chuck Berry, ambos gravando pela Chess, eram influenciados pelo Chicago blues, mas o seu jeito entusiasmado de tocar acabava com os aspectos melancólicos do blues e assumiam uma função mais importante no desenvolvimento do rock and roll. O Chicago blues também infuenciou o zydeco, música de Louisiana, com Clifton Chenier usando tons do blues. Músicos de Zydeco usaram guitarras elétricas para solos e arranjos de cajuns.

## O "boom" do blues britânico
O blues britânico emergiu das cenas de skiffle e folk club do final da década de 1950, particularmente em Londres, que incluía blues acústicos americanos. Criticado ao mudar esse estilo, Muddy Waters, que visitou o país em 1958, inicialmente chocou as audiências britânicas ao tocar um blues elétrico com amplificadores; porém, brevemente já estava tocando para multidões estáticas e em delírio. sso inspirou o guitarrista e tocador de gaita Cyril Davies e o guitarrista Alexis Korner a utilizarem amplificadores, tocando um blues elétrico amplificado que se tornou modelo para o sub-gênero; assim, eles formaram a banda Blues Incorporated. A Blues Incorporated tornou-se algo como uma casa aberta para músicos de blues no final dos anos 50 e no início da próxima década. Muitos artistas fizeram parte da banda ou participaram de sessões, tais como Mick Jagger, Charlie Watts e Brian Jones (que depois seriam dos Rolling Stones), Jack Bruce e Ginger Baker (fundadores da Cream), Graham Bond e Long John Baldry. A casa rotineira de apresentações do grupo era o Marquee Club e daí que veio o nome para o primeiro álbum de blues britânico , R&B from the Marquee, lançado pela Decca. O modelo de blues elétrico serviu de base para várias bandas, como The Rolling Stones, The Animals e The Yardbirds.

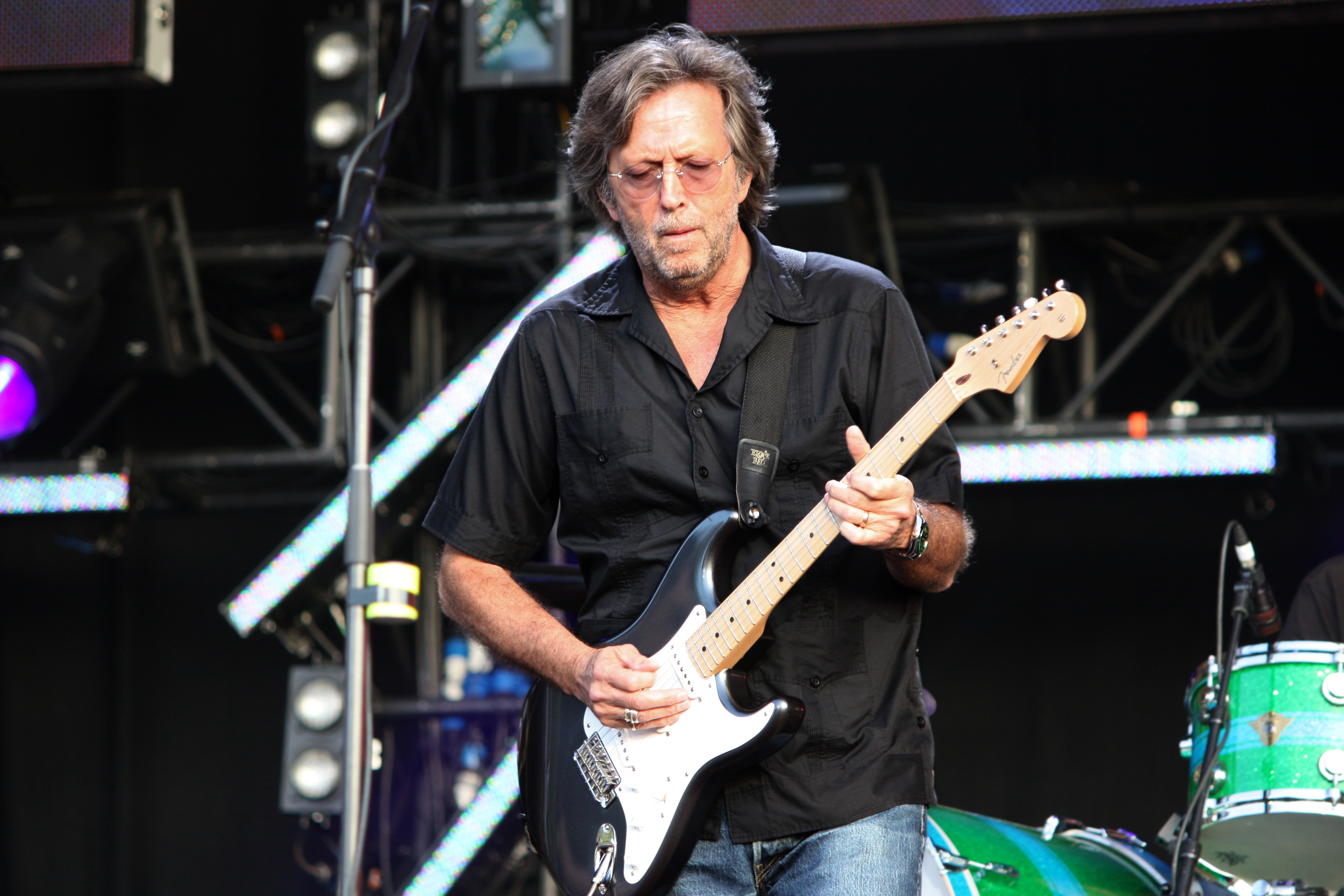
Clapton em 2008, uma das mais importantes figuras do "boom" do blues britâncio na década de 1960.

O auge desse movimento de blues veio com John Mayall, que se mudou para Londres no início dos anos 1960 e depois formou os Bluesbreakers, cujos membros incluíram Jack Bruce, Aynsley Dunbar e Mick Taylor. Particularmente significativo foi o álbum de 1966 Blues Breakers with Eric Clapton, considerado uma das gravações seminais do blues britânico. O disco foi notável pela sua direção e ritmo e por um som distorcido vindo da guitarra Gibson Les Paul de Clapton e de um amplificador Marshall, os quais se tornaram algo como uma combinação clássica para os guitarrista de blues britânico (e depois também para os de rock). Ele também fez clara a supremacia da guitarra, vista como uma característica que distinguia o sub-gênero. Peter Green começou o que é chamada de "segunda grande época do blues britânico". Green substituiu Clapton nos Bluesbreakers; Clapton havia saído para formar o Cream. Em 1967, depois de uma gravação com os Bluesbreakers, Green, com Mick Fleetwood e John McVie, também da banda, formaram a Fleetwood Mac. A incorporação de elementos do rock and roll na música dessas bandas levou-os a tocar uma forma híbrida de blues-rock.

## Blues-rock
A distinção entre o blues elétrico e o blues-rock é muito difícil e muitos artistas foram classificados em ambos os campos. Com algumas notáveis exceções, o blues-rock tem sido bastante tocado por músicos brancos, trazendo uma sensibilidade de rock aos standards e formas do blues e, servindo de atrativo por parte do blues para o público branco americano.
Em 1963, o guitarrista americano Lonnie Mack desenvolveu um estilo de se tocar guitarra que prefigurava ao blues-rock, lançando alguns instrumentais fortemente alicerçados no blues, sendo o mais conhecido deles os singles "Memphis" (Billboard #5) e "Wham!" (Billboard #24). Entretanto, o blues-rock não foi considerado um movimento distinto do rock até o advento de bandas britânicas como Fleetwood Mac, Free, Savoy Brown e os grupos formados em torno dos três maiores guitarristas que emergiram dos Yardbirds, Eric Clapton, Jeff Beck e Jimmy Page.
Eric Clapton teve uma influência final no gênero; depois de deixar os Yardbirds e o seu trabalho com John Mayall and the Bluesbreakers, ele formou os supergrupos Cream, Blind Faith and Derek and the Dominos, seguidos por uma extensa carreira solo que tem sido importante para trazer o blues-rock para o mainstream. No final da década de 1960, Jeff Beck revolucionou o blues-rock para um forma de rock pesado com a sua banda, The Jeff Beck Group. Jimmy Page formou The New Yardbirds que se tornaria brevemente o Led Zeppelin. Muitas das canções nos seus primeiros três álbuns e eventualmente depois em suas carreiras foram expansões de blues tradicionais.

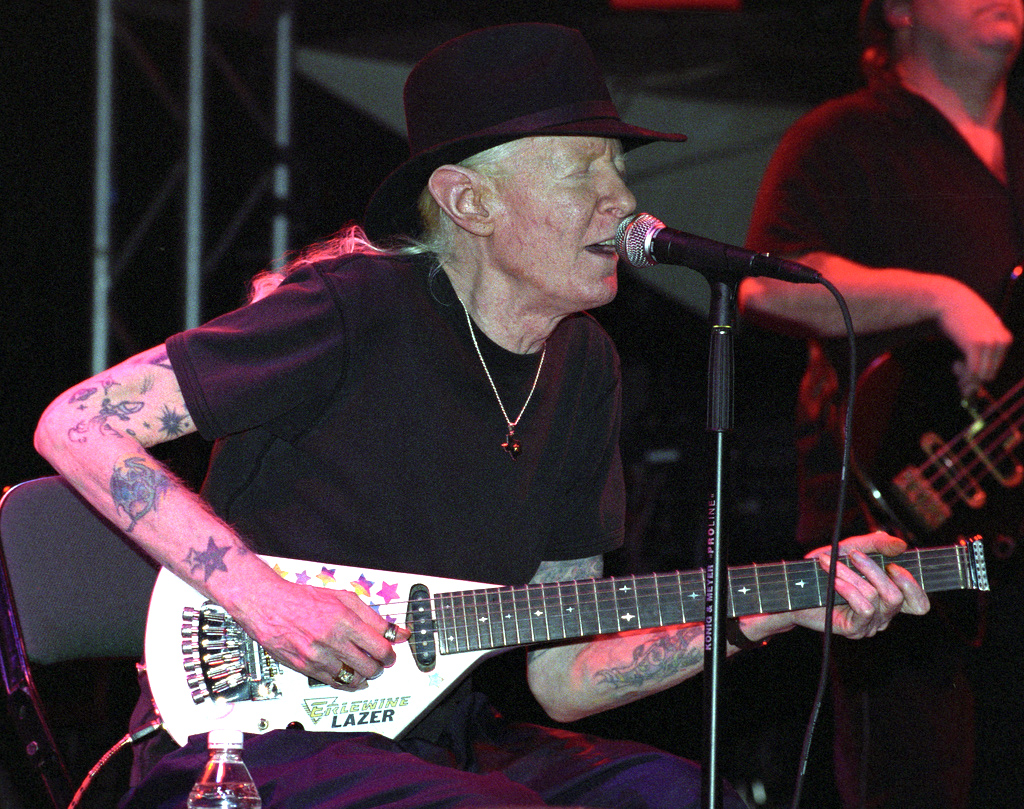
Johnny Winter in 2007.

Os músicos britânicos e de blues inspiraram vários artistas do gênero nos Estados Unidos, como Paul Butterfield, Canned Heat, Jefferson Airplane, Janis Joplin, Johnny Winter, The J. Geils Band e Ry Cooder. O modo revolucionário de se tocar guitarra trazido por Jimi Hendrix (um veterano de muitos grupos americanos de rhythm & blues e soul do início dos anos 60) e s seus power trios The Jimi Hendrix Experience e Band of Gypsys trouxeram influências para o desenvolvimento do blues-rock, especialmente para os guitarristas. Bandas de blues-rock como The Allman Brothers Band, Lynyrd Skynyrd e ZZ Top do sul dos EUA incorporaram elementos country ao estilo, produzindo o Southern rock.
As bandas iniciais de blues-rock frequentemente se influenciavam pelo jazz, tocando por um longo tempo, fazendo improvisações e, por volta de 1967, bandas como Cream e The Jimi Hendrix Experience começaram a se mover para a psicodelia. Nos anos 1970, o blues-rock tornou-se mais pesado e com mais riffs, exemplificado pelo trabalho de Led Zeppelin e Deep Purple, e as divisões entre o blues-rock e o hard rock "eram pouco visíveis", com as bandas começando a gravar discos do estilo rock. O gênero continuou pela década de 1970 com figuras como George Thorogood e Pat Travers, mas, particularmente, na cena britânica, exceto talvez pelo surgimento de bandas como Status Quo e Foghat que foram em direção a uma forma mais enérgica e repetitiva de boogie rock; contudo, elas ficaram ofuscadas pela inovação do heavy metal e o blues-rock começou a sair do mainstream.

## Texas blues elétrico
Texas teve uma longa história de músicos que tocavam versões acústicas, como Blind Lemon Jefferson e Lightnin' Hopkins, mas pela década de 1940, muitos artistas do Texas blues se mudaram de cidade para promover suas carreiras, como T-Bone Walker que foi para Los Angeles para fazer as suas gravações mais influentest. A sua influência do R&B e o saxofone imitando uma guitarra solo tornariam-se também uma influência para o som do blues elétrico. O estado da indústria gravadora de R&B estava baseada em Houston, com selos como Duke/Peacock, que nos anos de 1950 se tornaram uma base para artistas que depois fariam o blues elétrico do Texas, incluindo Johnny Copeland eAlbert Collins. Freddie King, uma grande influência para o blues elétrico, nasceu no Texas, mas se mudou para Chicago quando adolescente. A sua canção instrumental "Hide Away" (1961), foi interpretada por músicos, e ,entre eles, Eric Clapton.

No final da década de 1960 e no começo da seguinte, o Texas blues elétrico começou a prosperar, influenciado pela música country e pelo blues-rock, particularmente nos clubes de Austin. O estilo frequentemente apresentava instrumentos como teclados e instrumentos de sopro, mas tinha uma ênfase especial nos solos de guitarra. Os mais proeminentes artistas emergentes era os irmãos Johnny e Edgar Winter, que combinaram estilos tradicionais e do sul dos EUA. Nos anos 70, Jimmy formou The Fabulous Thunderbirds e na década de 1980, o seu irmão, Stevie Ray Vaughan, apareceu no mainstream com seu jeito virtuoso de tocar guitarra, assim como fez a ZZ Top com a sua marca de Southern rock.

## Blues elétrico contemporâneo

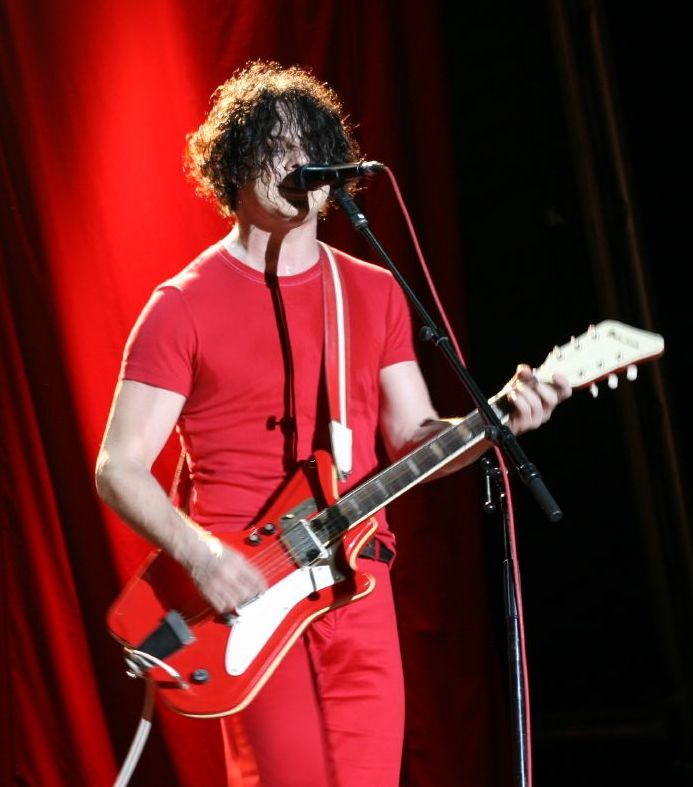
Jack White, dos White Stripes, costuma fazer um blues-rock misturado com outros estilos.

Desde o final da década de 1960, o blues elétrico perdeu popularidade no mainstream, mas continuou com um forte contingente de fãs nos Estados Unidos, Reino Unido e em outros lugares, com muuto músicos que começaram as suas carreiras na década de 1950 continuando a gravar e fazer apresentações, ocasionalmente tornando-se estrelas. Nos anos de 70 e 80, o estilo absorveu um grande número de influências, principalmente do rock e soul. Stevie Ray Vaughan foi o maior astro influenciado pelo blues-rock e abriu caminho para guitarristas como Kenny Wayne Shepherd e Jonny Lang. Havia também os praticantes de um blues elétrico mais influenciado pelo soul, nas décadas de 1970-80, Joe Louis Walker e, com mais sucesso, Robert Cray, cujo álbum Strong Persuader (1986), com o som fluido de sua guitarra e um íntimo estilo vocal produziram um grande hit. Desde o sucesso comercial de Nick of Time, em 1989, Bonnie Raitt tem sido um dos mais importantes artistas no blues acústico e elétrico, fazendo bastante para pomover o perfil de antigos artistas de blues. Depois do sucesso renovado de John Lee Hooker com o seu álbum The Healer (1989), que contou com várias participações especiais, no início dos anos 1990, um número significativo de artistas começaram a retornar para o blues elétrico, incluindo-se aí Gary Moore, com Still Got the Blues (1990) e Eric Clapton, com From the Cradle (1994). Também houve vários novos grupos que tocaram versões do blues-rock, como The White Stripes, The Black Crowes, The Black Keys, Jeff Healey, Clutch, The Jon Spencer Blues Explosion, Joe Bonamassa, Kenny Wayne Shepherd. Esse interesse renovado no blues em geral no no blues elétrico em particular tem se levado a falar de um outro "blues revival" ou uma nova ressurgência.